# 朱斯瓦·布蘭卡

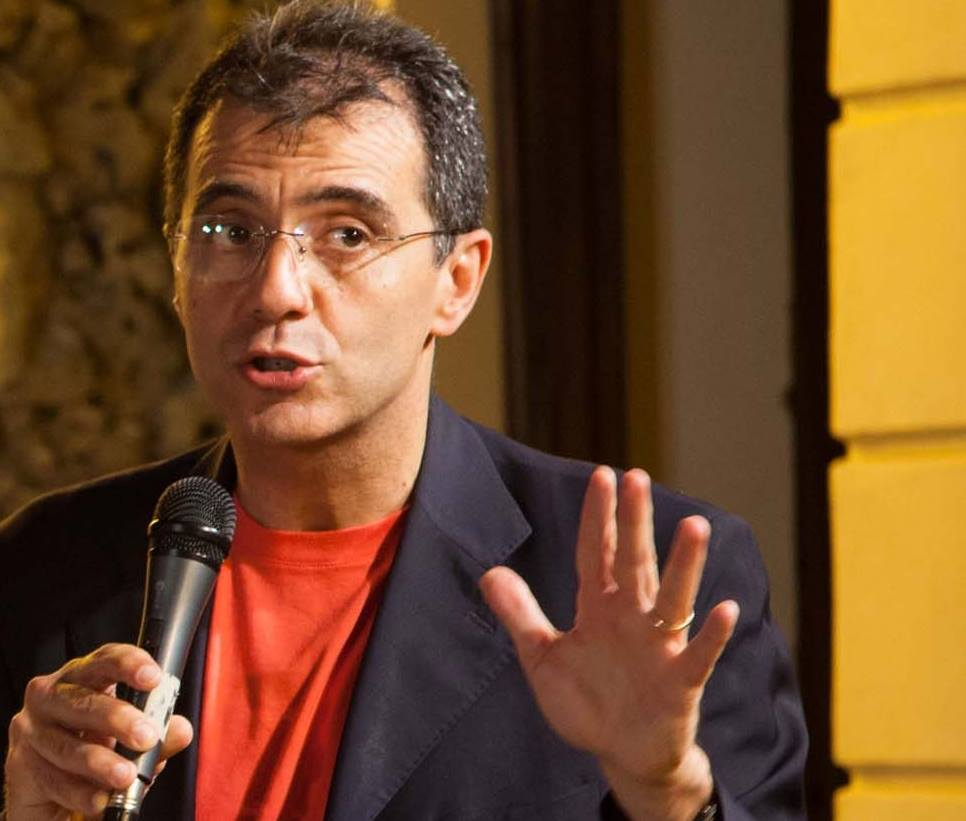
朱塞佩·瓦萊里奧·布蘭卡

朱塞佩·瓦萊里奧·布蘭卡（義大利語：Giuseppe Valerio Branca；1967年1月10日—），也叫朱斯瓦（Giusva），出生於意大利的梅利托迪波爾托薩爾沃，是一名意大利的記者、網誌作者、體育經紀人。